# Anhar-e Olja
Anhar-e Olja (perski: انهرعليا) – wieś w Iranie, w ostanie Azerbejdżan Zachodni. W 2006 roku miejscowość liczyła 785 mieszkańców w 222 rodzinach.